# Ronde van Vlaanderen 1995/Startlijst
Onderstaand het deelnemersveld van de 79e Ronde van Vlaanderen verreden op 2 april 1995. Deze lijst behandelt de 98 renners die hebben uitgereden. De Belg Johan Museeuw (Mapei) kwam in Meerbeke als winnaar over de streep. De Italiaan Gianni Bugno (MG) droeg nummer één als titelverdediger. De renners werden gerangschikt naar uitslag en ploeg.

## Ploegen
| K = Kopman | DNF = Aantal renners niet uitgereden | Vb. = Nationale kampioen op de weg 1994 |

### Mapei–GB
Johan Museeuw K 

 Gianluca Bortolami 5E

 Franco Ballerini 10E

 Wilfried Peeters 15E

 Andrea Tafi 35E

 Ludwig Willems 41E

 Bart Leysen 75E

DNF

### MG Maglificio–Technogym
Fabio Baldato K 

 Maximilian Sciandri 9E

 Rolf Sørensen 22E

 Gianni Bugno 37E

DNF

DNF

DNF

DNF

### Lotto–Isoglass
Andrei Tchmil K 

 Herman Frison 16E

 Marc Sergeant 17E

 Wilfried Nelissen  38E

 Sammie Moreels 40E

 Mario De Clercq 53E

 Nico Mattan 88E

DNF

### Carrera Jeans–Tacconi
Claudio Chiappucci K 4E

 Beat Zberg 33E

 Alessandro Bertolini 52E

DNF

DNF

DNF

DNF

DNF

### TVM
Jesper Skibby 6E

 Hendrik Redant 13E

 Maarten den Bakker 18E

 Tristan Hoffman 47E

 Servais Knaven 82E

DNF

DNF

DNF

### Mercatone Uno–Saeco
Michele Bartoli K 7E

 Mario Cipollini 24E

 Paolo Fornaciari 61E

DNF

DNF

DNF

DNF

DNF

### Novell Software–Decca
Vjatsjeslav Jekimov K 8E

 Rob Mulders 31E

 Djamolidin Abdoezjaparov 26E

 Edwig Van Hooydonck 42E

 Léon van Bon 46E

DNF

DNF

DNF

### Gewiss–Ballan
Stefano Zanini K 11E

 Guido Bontempi 36E

 Gabriele Colombo 49E

DNF

DNF

DNF

DNF

DNF

### Lampre–Panaria
Maurizio Fondriest K 12E

 Oleksandr Hontsjenkov 39E

 Marco Serpellini 51E

 Zbigniew Spruch 71E

 Marco Zen 81E

 Davide Bramati 97E

DNF

DNF

### Team Polti
Giovanni Lombardi 14E

 Mario Scirea 21E

 Giovanni Fidanza 25E

 Gianluca Pianegonda 30E

 Rossano Brasi 96E

DNF

DNF

DNF

### Refin
Johan Capiot 19E

 Fabio Roscioli 43E

 Heinz Imboden 65E

 Frank Van Den Abeele 86E

DNF

DNF

DNF

DNF

### Team Deutsche Telekom
Rolf Aldag 20E

 Bert Dietz 28E

 Kai Hundertmarck 29E

 Brian Holm 34E

 Erik Zabel K 69E

 Steffen Wesemann 72E

 Uwe Raab 87E

 Olaf Ludwig 89E

### Festina–Lotus
Lars Michaelsen 23E

 Joona Laukka 60E

 Stephen Hodge 74E

 Yvan Martin 77E

DNF

DNF

DNF

DNF

### Brescialat
Fabrizio Bontempi K 27E

 Eric Vanderaerden 54E

 Gabriele Missaglia 59E

DNF

DNF

DNF

DNF

DNF

### Motorola
Sean Yates K 32E

 Frankie Andreu 44E

 Lance Armstrong 45E

 Bjørn Stenersen 67E

 Steve Bauer 76E

 Michel Dernies 98E

DNF

DNF

### Vlaanderen 2002–Eddy Merckx
Johan Verstrepen 48E

 Peter Roes 73E

 Wim Feys 93E

 Erwin Thijs 94E

DNF

DNF

DNF

DNF

### Asfra–Orlans
Geert Van Bondt 50E

 Ronny Assez 80E

 Raymond Meijs 91E

DNF

DNF

DNF

DNF

DNF

### Castorama
Thierry Marie 55E

 Jacky Durand  85E

 Laurent Desbiens 90E

DNF

DNF

DNF

DNF

DNF

### Palmans–Ipso
Nico Verhoeven 56E

 Hans De Meester 79E

 Michel Nottebart 83E

 Jan Van Camp 84E

DNF

DNF

DNF

DNF

### ZG Mobili–Selle Italia
Andrea Ferrigato 57E

 Stefano Cattai 95E

DNF

DNF

DNF

DNF

DNF

DNF

### Collstrop–Lystex
Adrie van der Poel 58E

 Eric De Clercq 70E

DNF

DNF

DNF

DNF

DNF

DNF

### GAN
Cédric Vasseur 62E

 Gilbert Duclos-Lassalle 78E

 Christophe Capelle 92E

DNF

DNF

DNF

DNF

DNF

### Banesto
Gérard Rué 63E

DNF

DNF

DNF

DNF

DNF

DNF

DNF

### Kelme
Ángel Edo 64E

 Marcos Serrano 68E

DNF

DNF

DNF

DNF

DNF

DNF

### Espace Card
Peter Van Den Abeele 66E

DNF

DNF

DNF

DNF

DNF

DNF

DNF

## Afbeeldingen

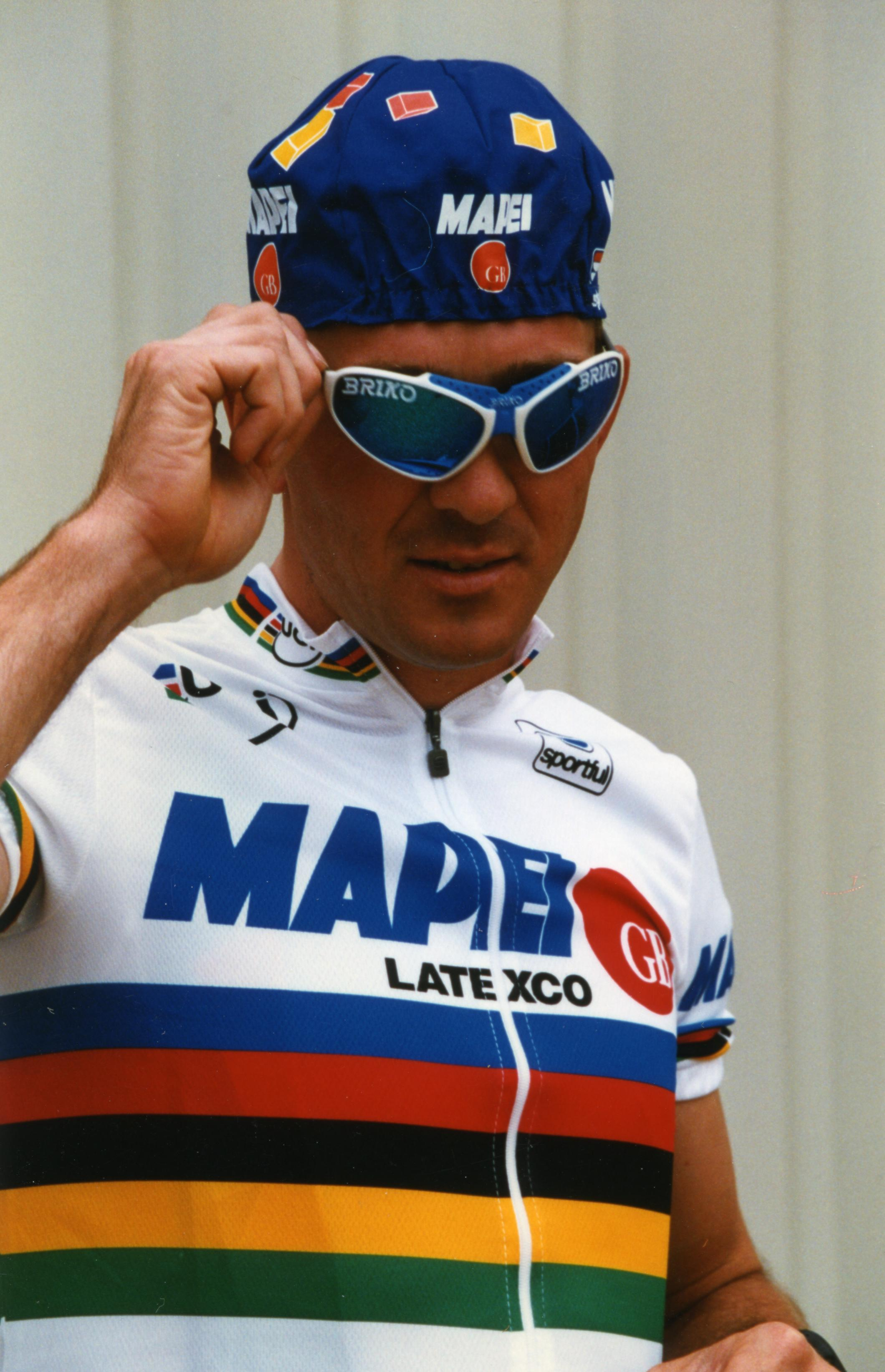
Johan Museeuw
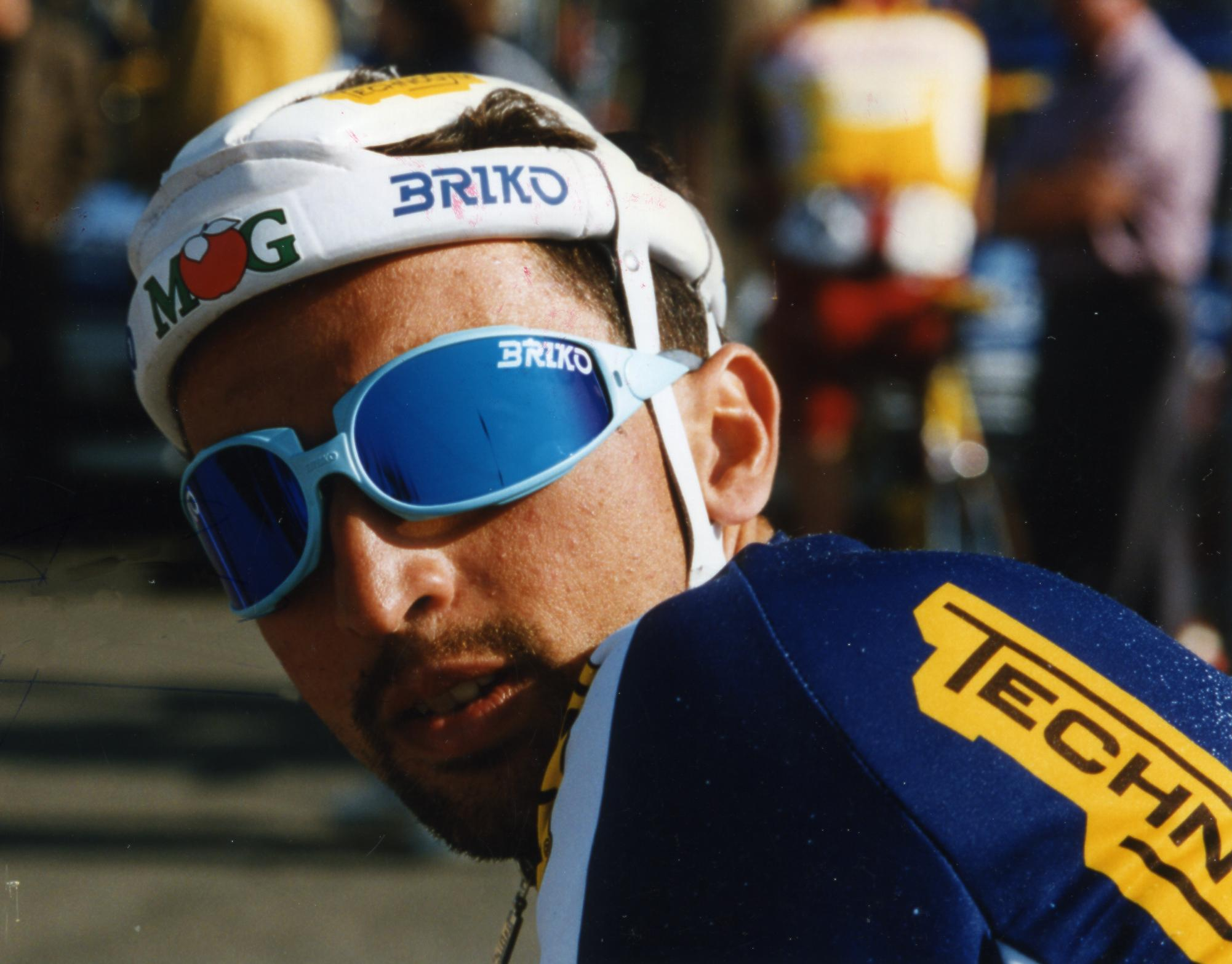
Fabio Baldato
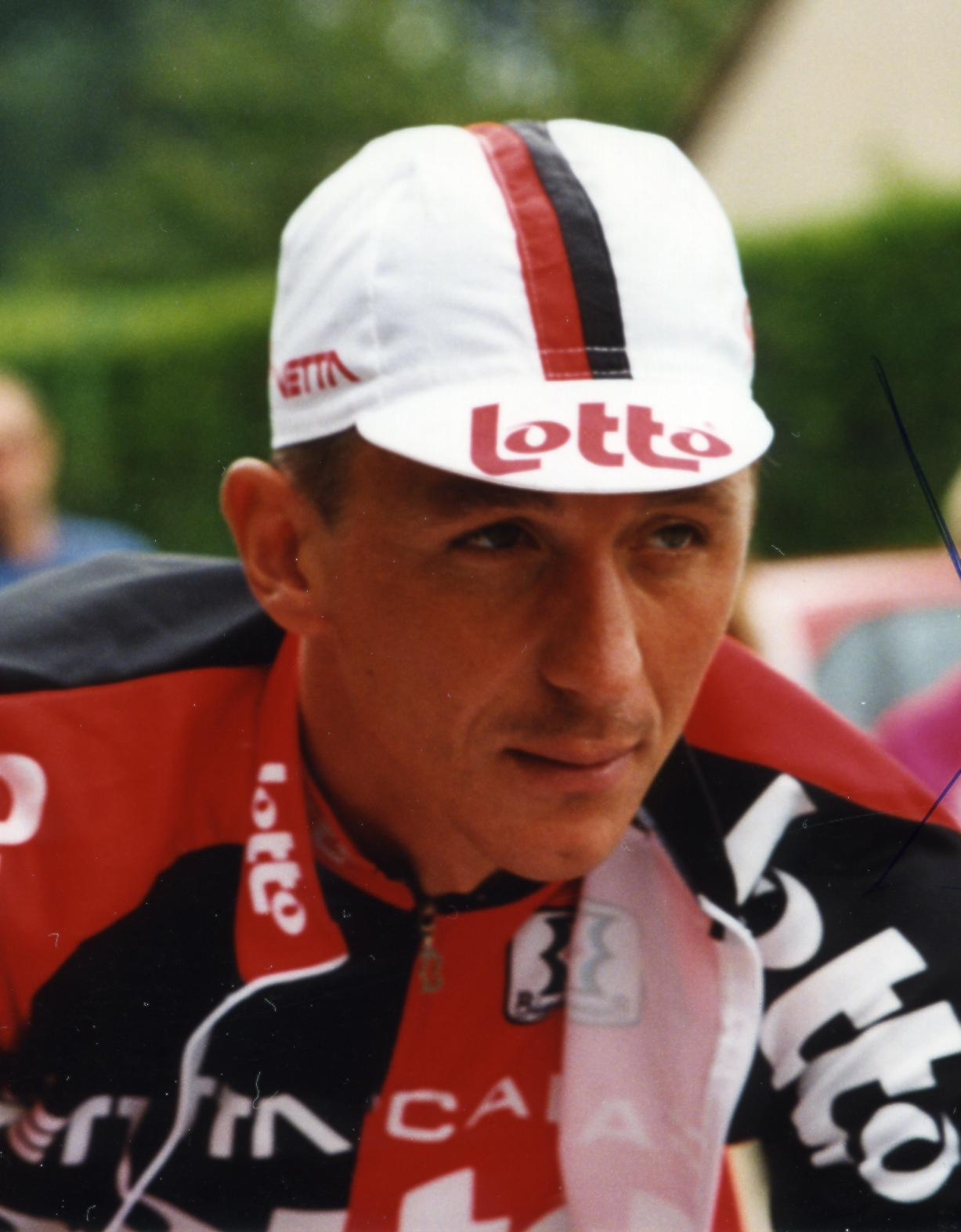
Andrei Tchmil
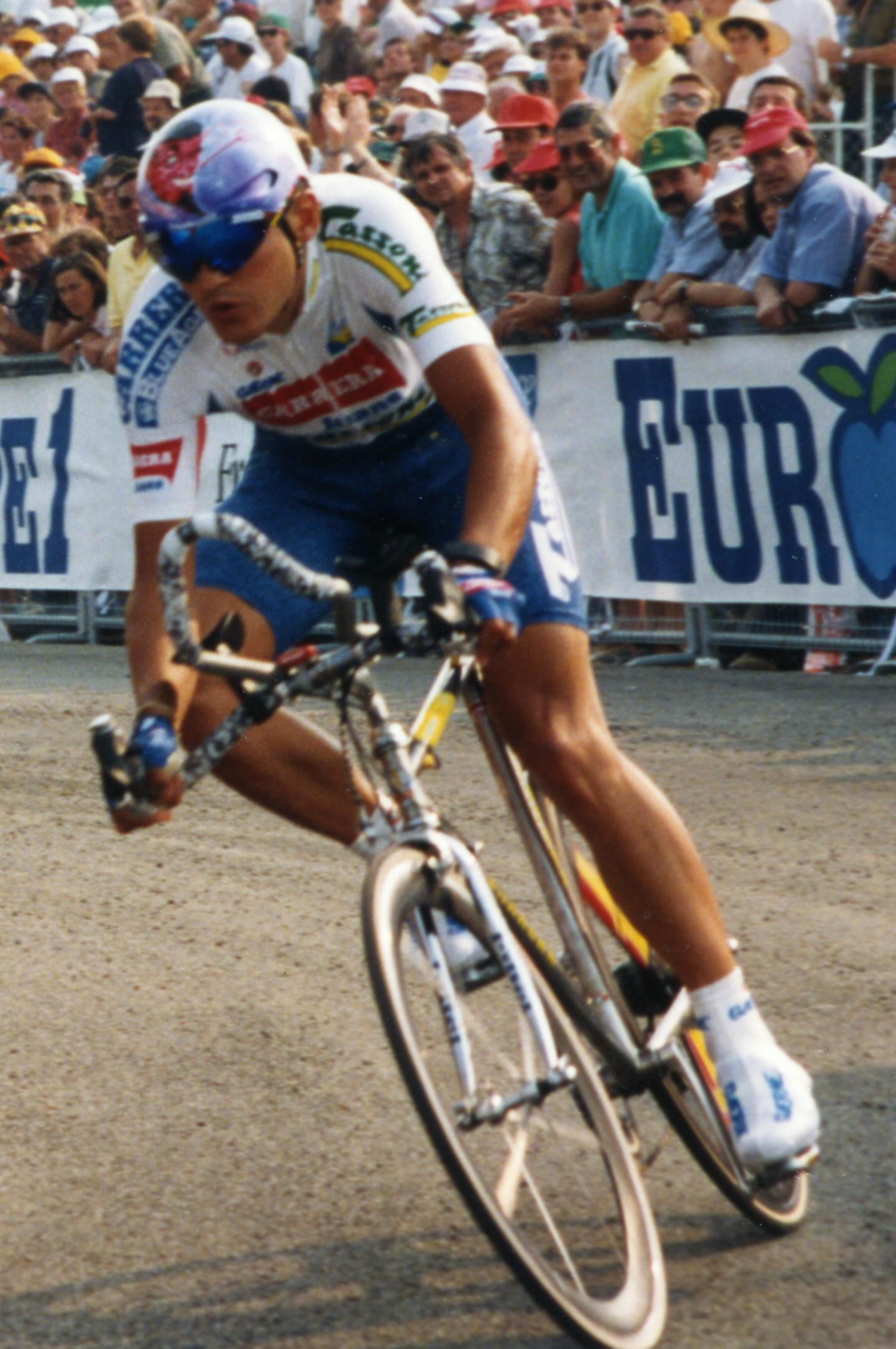
Claudio Chiappucci
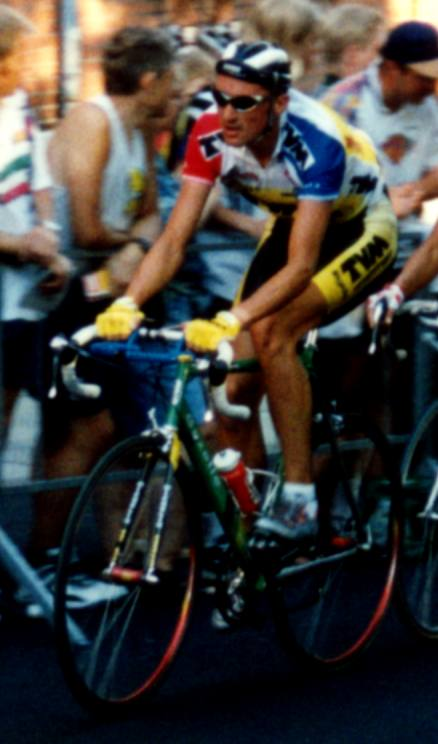
Jesper Skibby
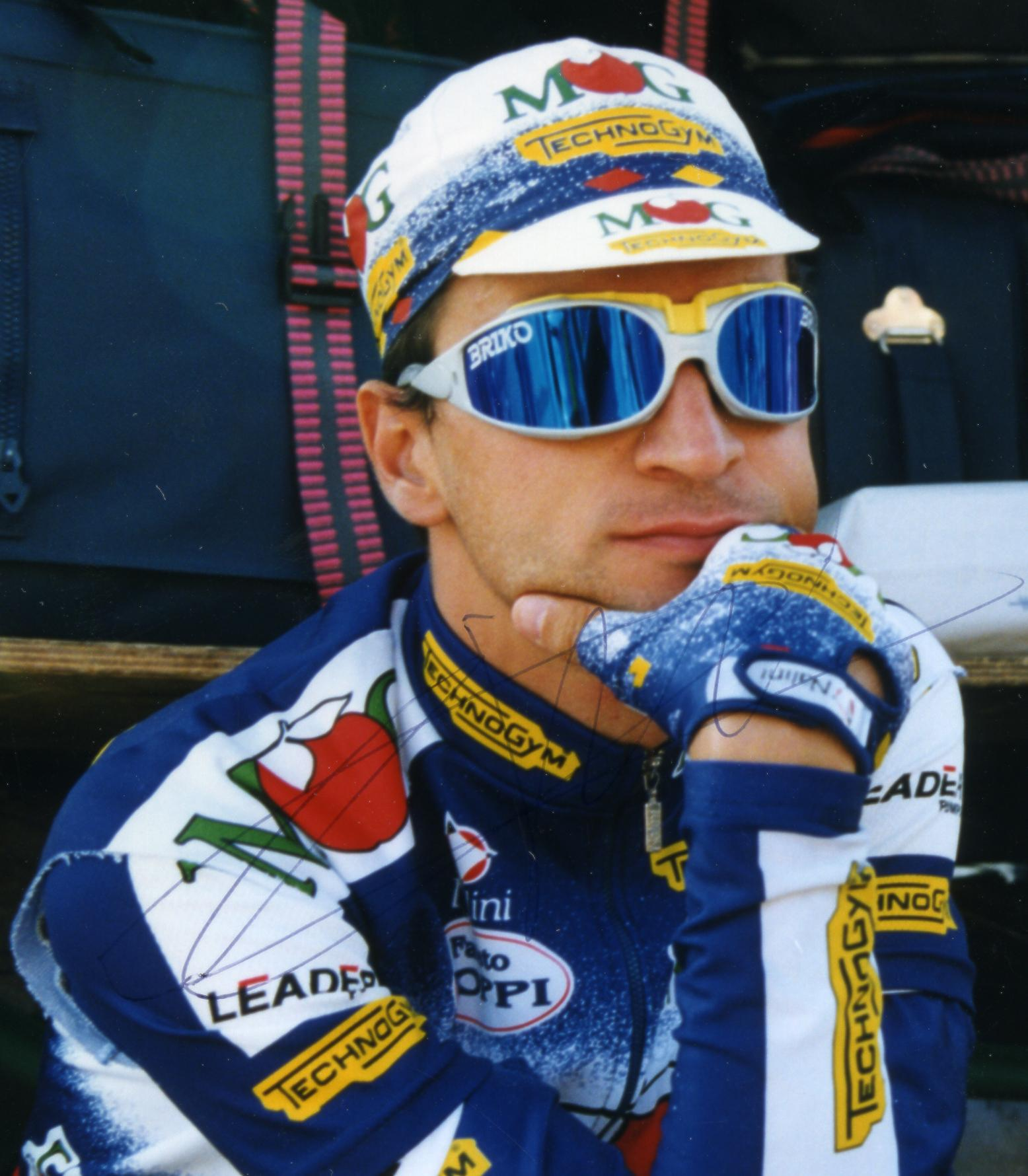
Michele Bartoli
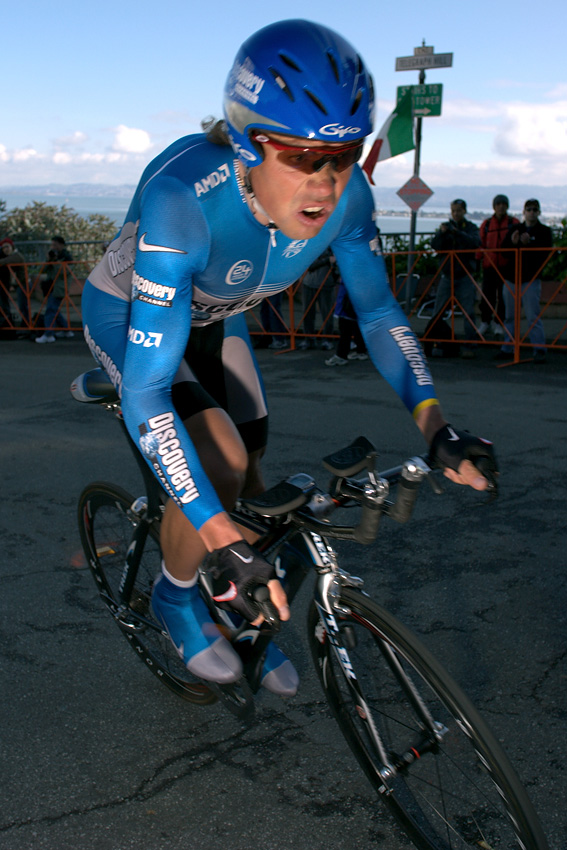
Vjatsjeslav Jekimov
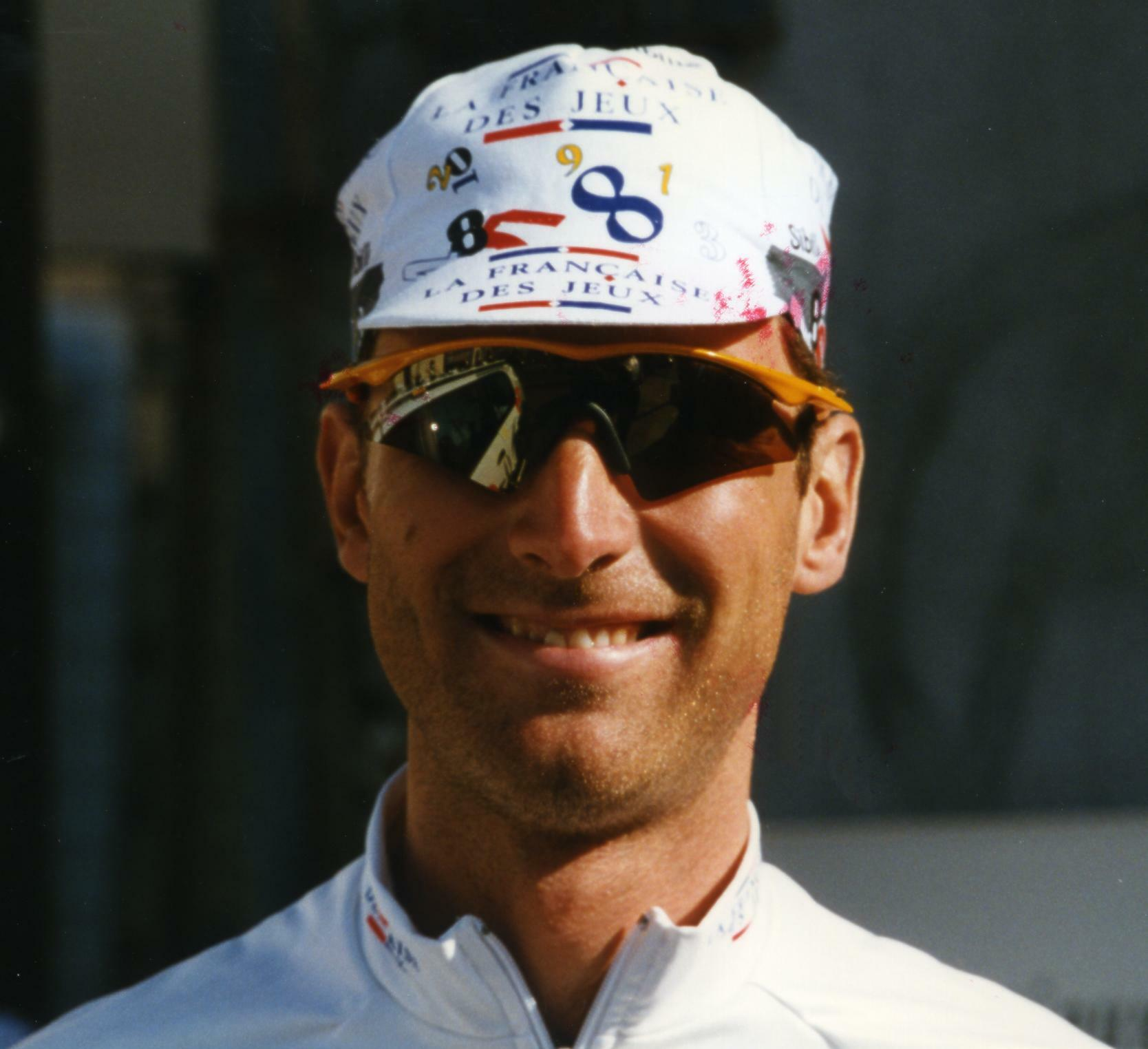
Maximilian Sciandri
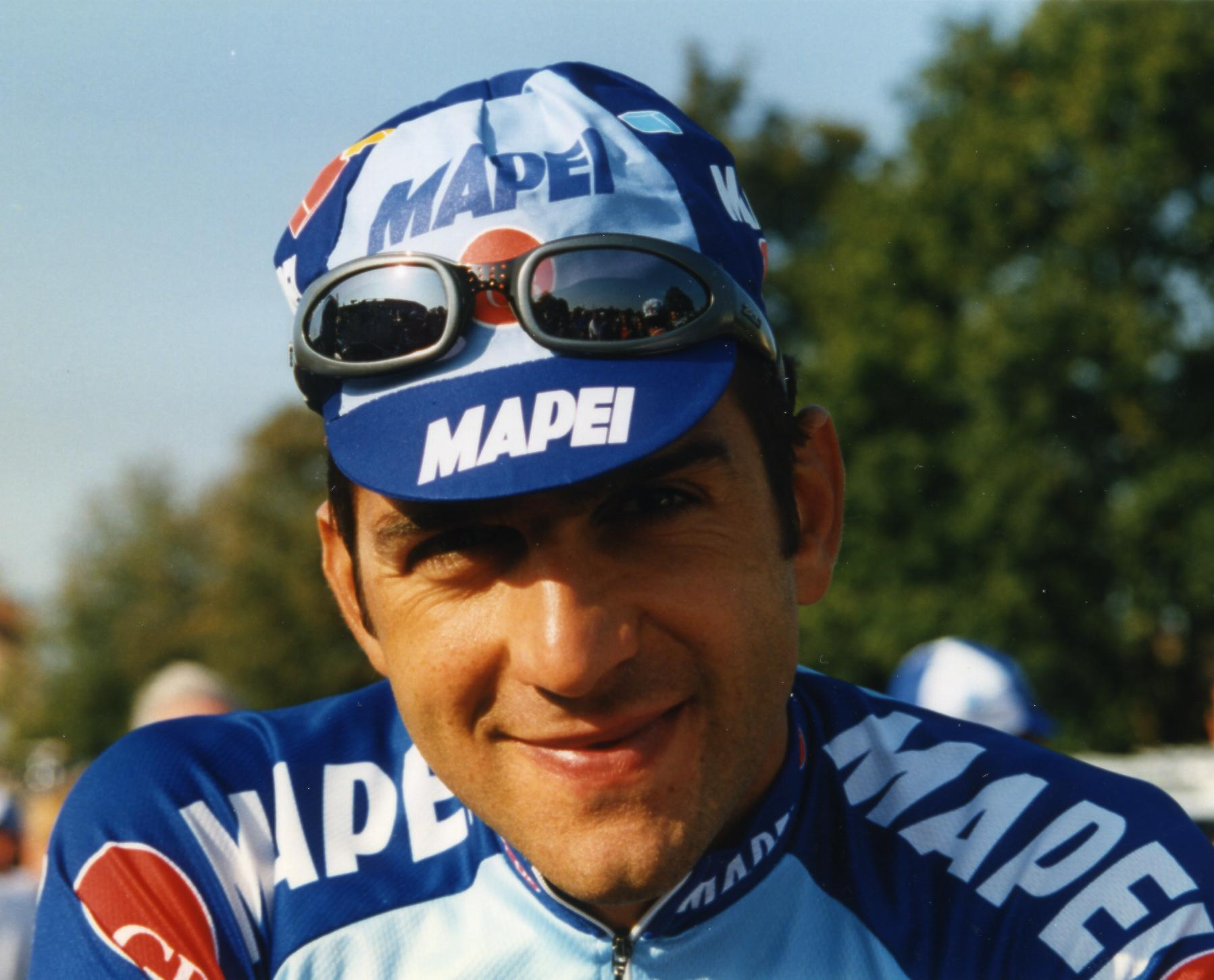
Franco Ballerini
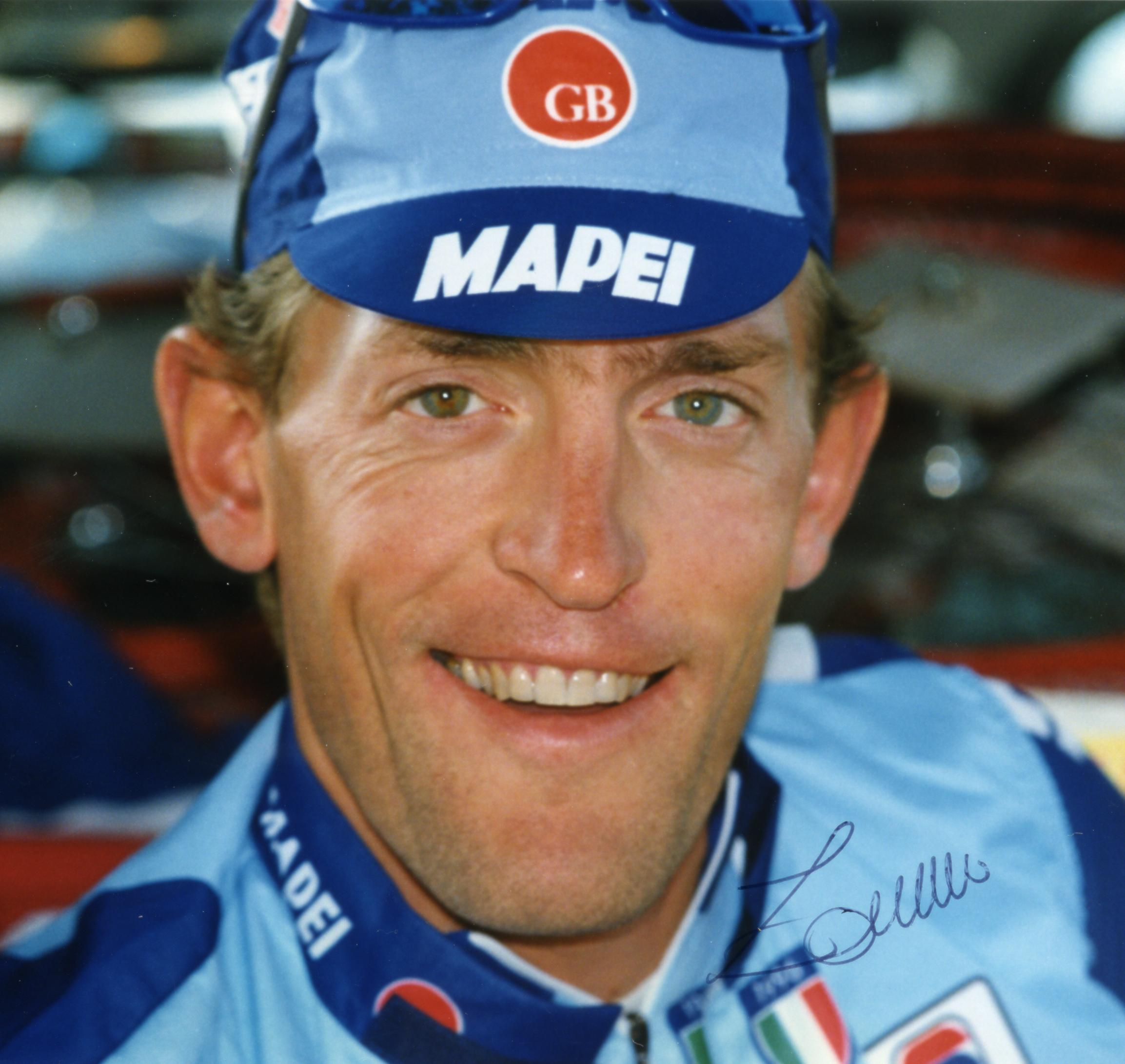
Stefano Zanini

1913 · 
1914 · 
1915 · 
1916 · 
1917 · 
1918 · 
1919 · 
1920 · 
1921 · 
1922 · 
1923 · 
1924 · 
1925 · 
1926 · 
1927 · 
1928 · 
1929 · 
1930 · 
1931 · 
1932 · 
1933 · 
1934 · 
1935 · 
1936 · 
1937 · 
1938 · 
1939 · 
1940 · 
1941 · 
1942 · 
1943 · 
1944 · 
1945 · 
1946 · 
1947 · 
1948 · 
1949 · 
1950 · 
1951 · 
1952 · 
1953 · 
1954 · 
1955 · 
1956 · 
1957 · 
1958 · 
1959 · 
1960 · 
1961 · 
1962 · 
1963 · 
1964 · 
1965 · 
1966 · 
1967 · 
1968 · 
1969 · 
1970 · 
1971 · 
1972 · 
1973 · 
1974 · 
1975 · 
1976 · 
1977 · 
1978 · 
1979 · 
1980 · 
1981 · 
1982 · 
1983 · 
1984 · 
1985 · 
1986 · 
1987 · 
1988 · 
1989 · 
1990 · 
1991 · 
1992 · 
1993 · 
1994 · 
1995 · 
1996 · 
1997 · 
1998 · 
1999 · 
2000 · 
2001 · 
2002 · 
2003 · 
2004 · 
2005 · 
2006 · 
2007 · 
2008 · 
2009 · 
2010 · 
2011 · 
2012 · 
2013 · 
2014 · 
2015 · 
2016 · 
2017 · 
2018 · 
2019 · 
2020 · 
2021 · 
2022 · 
2023 · 
2024
Lijst van beklimmingen